# 荣耀8
荣耀8是由华为公司设计和销售的智能手机，也是荣耀7的换代产品，包括荣耀8、荣耀8青春版两个版本。其中荣耀8于2016年7月11日发布，而荣耀8青春版于2017年2月14日率先在瑞典发布，2月21日在中国发布。
荣耀8以双摄像头技术和双面玻璃工艺为主打，支持VoLTE通话、4G+网络和全网通双卡盲插，也是首款搭载Wifi+3.0技术的智能手机，售价人民幣1999元起。而荣耀8青春版则是荣耀品牌首款青春版产品。

## 发布
2016年7月11日晚，华为荣耀在上海召开发布会，正式发布华为荣耀8。而荣耀8青春版于2017年2月14日率先在瑞典发布，中国大陆则于2月21日在北京发布。
在日本和台湾，荣耀8青春版以华为Nova Lite为名发布（与华为Nova青春版没有任何关系），而在欧洲国家，则以华为P8 Lite（2017，与华为P8没有任何关系）和荣耀8 Lite为名发布。

## 特征

### 硬件
荣耀8、荣耀8青春版机身，均采用3D光刻工艺的双面2.5D玻璃，中框为金属中框，并进行了喷砂处理以及相对圆润的边角处理工艺。而荣耀8青春版魅海蓝版还采用12层镜面打造工艺，同时特别增加了OPVD光学镀膜。屏幕方面，荣耀8采用双面玻璃5.2寸1080p屏（LTPS负液晶），而荣耀8青春版则采用5.2英寸IPS液晶显示屏。此外，荣耀8还配备智灵键。
处理器方面，荣耀8采用16纳米麒麟950处理器，而荣耀8青春版采用麒麟655处理器。荣耀8电池容量为2900mAh（支持快充），而荣耀8青春版为3000mAh。
拍照方面，荣耀8采用黑+白双1200万像素后置摄像头，支持反差对焦、深度对焦和激光对焦，配有双色温补光灯，前置摄像头为800万像素；而荣耀8青春版采用单1200万像素后置摄像头，且只采用单色温补光灯。不过两款机型的前置摄像头均为800万像素。
荣耀8提供五种颜色供消费者选择，分别是珠光白、流光金、幻夜黑、樱语粉和魅海蓝（部分颜色仅适用于指定版本，以中国市场销售情况为准），根据版本不同有3+32GB、4+32GB、4+64GB三个版本；在美国销售的机型仅提供幻夜黑、珠光白和魅海蓝三种颜色。而荣耀8青春版则提供四种颜色，分别是珠光白、流光金、魅海蓝、幻夜黑，根据版本不同，一样有3+32GB、4+32GB、4+64GB三个版本。

### 软件
荣耀8发布时，预装的系统为基于Android 6.0 Marshmallow的Emotion UI 4.1。2017年2月11日起，荣耀8可升级至基于Android 7.0 Nougat的Emotion UI 5.0系统，该系统也应用到后来发布的荣耀8青春版上。2018年7月29日起，荣耀8和荣耀8青春版可升级至基于Android 8.0 Oreo的Emotion UI 8.0系统。

## 销售与推广
荣耀8于2016年7月11日在中国大陆的华为商城、京东商城、天猫荣耀官方旗舰店、苏宁易购、唯品会、1号店开启预约；7月18日面向预约用户首发开售。同时国美、苏宁、迪信通等多个线下渠道也同步启动首销。截至2016年7月15日上午10：00，荣耀8实现了500万的预约量。在美国和欧洲，荣耀8则于2016年8月分别在旧金山和巴黎举办首发活动。8月16日在美国发售，成为荣耀品牌在美国市场销售的第一款旗舰机型（如包括其他价位的机型则为第二款，华为荣耀在美国市场的首发机型为荣耀5X）。2016年9月5日，荣耀8在瑞典发布时，便与瑞典航空局合作，向高空发射了一颗热气球，在热气球上还搭载了一部荣耀8，这是宇航局第一次与手机合作。热气球发射以后，上升的最高高度为18425米，这一事件也获得了“最高海拔智能手机直播”的吉尼斯世界纪录。荣耀8上市50天来，全球范围共售出150万台。在中国，吴亦凡为荣耀8的代言人；而在海外，荣耀8的代言人为布鲁克林·贝克汉姆。
而荣耀8青春版则于2017年2月14日率先在瑞典发布，为海外市场首发；中国区则于2月21日在北京发布，自发布之日起至2月27日20:00在华为商城、京东、天猫、苏宁易购、1号店、亚马逊六大平台同步预约，2月28日10:08发售。

## 评价
据美国《商业内幕》网站报道称，华为荣耀8作为华为的最新机型，无论是外观、手感和使用体验都很不错；也有媒体将荣耀8与三星Galaxy S7和iPhone作比较。据Android Police报道，华为荣耀8与Moto Z Play、一加手机3、一加手机3T、中兴天机7和黑莓DTEK60一起，并称为“2016年六大中端智能手机”；Android Central一篇文章称“荣耀8物超所值，它不仅有强大的硬件，并且兼顾高颜值。即使面对一加手机3这样的手机也不落下风”；IT168评论称荣耀8“既精于雕琢又充满浓郁的科技感”；IT之家评论称“荣耀8在更加年轻、时尚、精致的外表下，内在却成熟的像个‘大叔’，各方面配置参数虽然没有荣耀V8顶配版那么的究极，但贵在实力均衡挑不出明显的短板”；新浪评论称“荣耀8相比此前的几款产品确实有了不小进步……以技术产品创新为导向的荣耀，在当下的市场环境下也开始重视外观美感上所带来的体验”。